# 打たせ湯

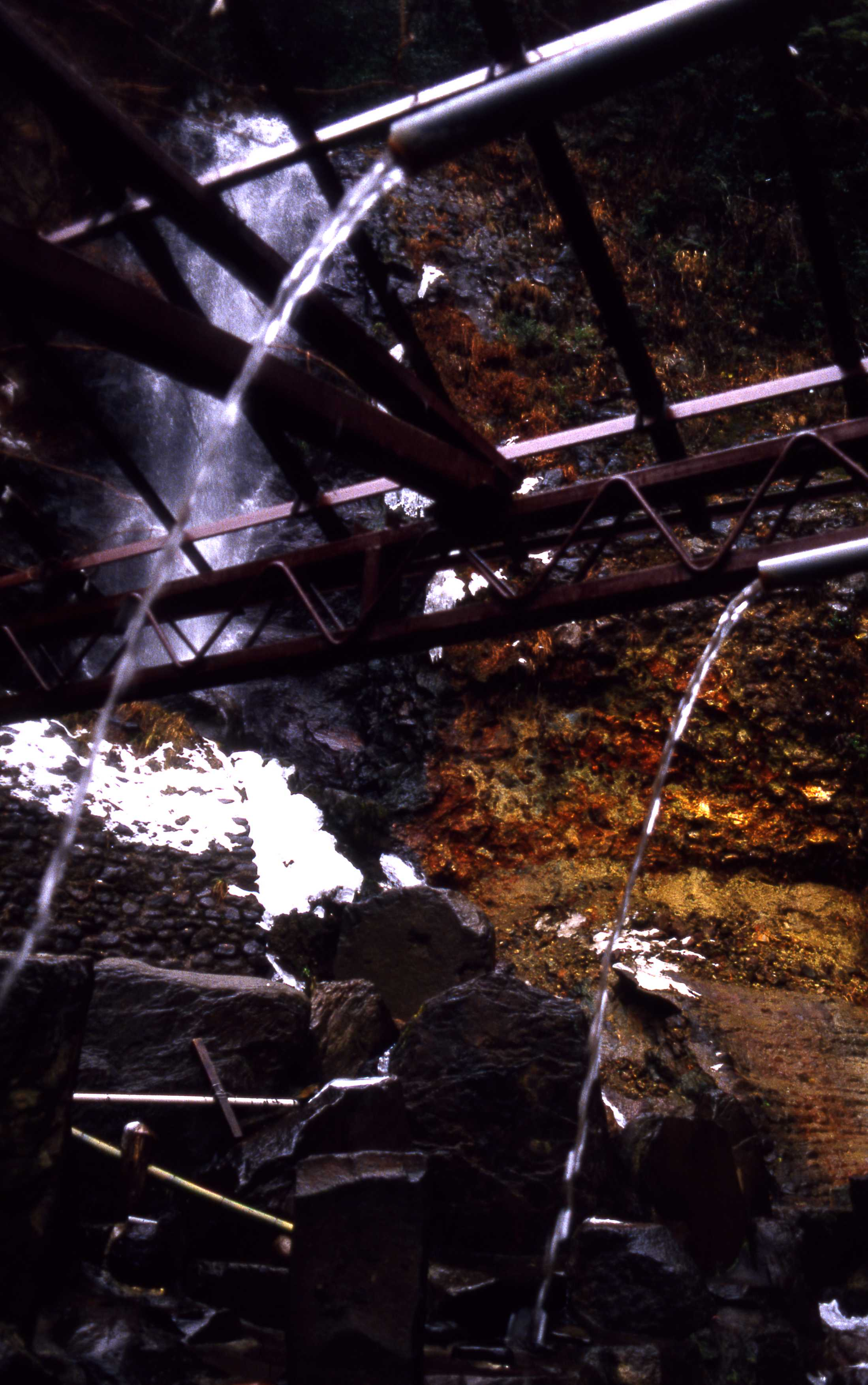
垂玉温泉の打たせ湯

打たせ湯（うたせゆ）は、浴場における湯の利用形態の一つである。

## 概要
高所に設置した湯口から多量の湯を放出し、湯の落下地点に人が立ったり、座ったりした形で湯に体を当て、湯の勢いでマッサージ効果を得ることを狙ったものである。打たせ湯の場所には通常は浴槽は設置されず、利用された湯はそのまま排出される。また、通常は立つまたは座る形での利用のため、その利用者のスペースは多くは確保されていないが、寝そべった形での利用も想定している場合は、それに合わせた広いスペースを提供している。
打たせ湯を名物としている温泉地も存在し、その代表例は筋湯温泉である。

## 問題点
打たせ湯は多量のお湯を利用するため、常時放出型の打たせ湯の場合、通常は温泉で提供されることが多い。また利用形態の都合、エアロゾルが大量に発生することは避けられない。そのため、レジオネラ菌対策（循環したお湯からのエアロゾル発生を避ける）もあり、通常は掛け流しにて温泉が提供される。
厚生労働省は、循環浴槽水やオーバーフロー水等を再利用した水を打たせ湯に使用することには衛生上の問題があるとして、注意喚起をおこなっている。